# Macromedia
Macromedia Inc. — один из крупнейших производителей программ, так или иначе связанных с Web. Компания была основана в 1992 году в Сан-Франциско, Калифорния. По результатам поглощения Authorware (Freehand) и Paracomp (Swivel) Macromind переименовались в Macromedia.
Начала приобретаться компанией Adobe Systems 18 апреля 2005. 5 декабря 2005 сделка была завершена за 3,4 миллиарда долларов.

## Продукты
- Macromedia Flash
- Macromedia Dreamweaver
- Macromedia Breeze
- Macromedia Flex
- Macromedia ColdFusion
- Macromedia Director
- Macromedia Authorware
- Macromedia FreeHand
- Macromedia Fireworks
- Macromedia Contribute
- Macromedia Robohelp
- Macromedia Captivate
- Macromedia Shockwave
- Macromedia JRun
- Macromedia Flash Communication Server
- Macromedia HomeSite
- Macromedia Flashpaper
- Macromedia Fontographer
- Macromedia Central
- Macromedia FlashCast
- Macromedia Web Publishing System
- Macromedia xRes
- Macromedia Extreme 3D
- Macromedia Final Cut